# Йохан Конрад фон Золмс-Браунфелс-Грайфенщайн
Йохан Конрад фон Золмс-Браунфелс-Грайфенщайн (на немски: Johann Conrad von Solms-Braunfels-Greifenstein; * 17 декември 1603; † 4 декември 1635) е граф на Золмс-Браунфелс в Грайфенщайн.
Той е най-възрастният син на граф Вилхелм I фон Золмс-Браунфелс-Грайфенщайн (1570 – 1635) и съпругата му графиня Мария Амалия фон Насау-Диленбург (1582 – 1635), дъщеря на граф Йохан VI фон Насау-Диленбург и пфалцграфиня Кунигунда Якобея фон Пфалц при Рейн.
Брат е на Вилхелм II (1609 – 1676), граф на Золмс-Браунфелс-Грайфенщайн, Лудвиг (1614 – 1676), граф на Золмс-Браунфелс, и на Ернст Казимир (1620 – 1648).
Баща му умира от чума на 3 февруари 1635 г. в Грайфенщайн. Йохан Конрад умира също от чума на 4 декември 1635 г. и е погребан в Грайфенщайн.

## Фамилия
Йохан Конрад се жени на 13 май 1632 г. във Франкфурт за Анна Маргарета фон Золмс-Хоензолмс (* 5 януари 1597; † 9 май 1670), дъщеря на граф Херман Адолф фон Золмс-Хоензолмс (1545 – 1613) и Анна София фон Мансфелд-Хинтерорт (1562 – 1601). Те имат два сина, които умират малки:
- Вилхелм Филип (* 1633; † 14 ноември 1635 от чума)
- Георг Фридрих (* 10 март 1635; † ноември 1635)